# Политико-юридическая комиссия ЦК КПК
Политико-юридическая комиссия ЦК КПК (кит. 中共中央政法委员会), или Центральная комиссия Коммунистической партии Китая по политическим и правовым вопросам — орган Центрального комитета Компартии Китая по реализации административно-политических и юридических установок партийного руководства. Курирует законотворческий процесс, административные и правоприменительные органы, полицию, госбезопасность, спецслужбы, суды, пенитенциарную систему, внутренние войска. Отделения комиссии действуют на уровне партийных комитетов всех провинций, автономных и специальных административных районов, городов и уездов. Глава комиссии — секретарь — как правило является членом политбюро ЦК КПК.

## История структуры

### Группа ЦК КПК
Центральная политическая и юридическая группа КПК была создана под руководством Пэн Чжэня в середине 1956. Её задачей являлась координация правоохранительных, судебных и прокурорских органов. На тот момент обращение партии к правовой проблематике являлось признаком некоторой либерализации режима КНР («партийный контроль над органами безопасности») под влиянием XX съезда КПСС. Советские источники квалифицировали процессы 1956 и начала 1957 как «крен в сторону мелкобуржуазного реформизма».
В 1958 политическая ситуация в КНР изменилась, режим резко ужесточился в ходе Большого скачка. Задачей Политико-юридической группы ЦК стала координация репрессивных органов под политическим руководством Мао Цзэдуна. С 1960 ограничения формальной законности с деятельности карательных органов были практически сняты. Пэн Чжэня на посту секретаря комиссии сменили министры общественной безопасности — сначала Ло Жуйцин, затем Се Фучжи, ближайший сподвижник Кан Шэна. Группа являлась важным репрессивным инструментом Культурной революции, обеспечившим координацию государственных силовых структур в политическом терроре того периода.
С 1969 по 1980 группу формально возглавлял Цзи Дэнкуй. После смерти Се Фучжи (1972), Кан Шэна (1975) и Мао Цзэдуна (1976) активность структуры заметно снизилась.

### Комиссия ЦК КПК
К началу 1980-х перед силовыми структурами КНР была поставлена другая задача — обеспечение политической стабильности, необходимой для успешного проведения реформ Дэна Сяопина. Возникла необходимость кодификации законодательства и контроля за его соблюдением. Прежняя политика, ассоциируемая с именами Линь Бяо, Цзян Цин, Кан Шэна, Се Фучжи, была охарактеризована как преступная.
24 января 1980 на базе Политико-юридической группы была учреждена Центральная комиссия Коммунистической партии Китая по политическим и правовым вопросам. Секретарём Политико-юридической комиссии ЦК КПК вновь стал Пэн Чжэнь. Два года спустя в специальной директиве ЦК политико-юридические подразделения были созданы при партийных комитетах всех уровней. В функции им вменялось курирование законотворчества, контроль за соблюдением законов, координация государственных административных и силовых структур.
В 1982 Пэн Чжэня сменил на посту секретаря комиссии Чэнь Писянь (секретарь шанхайского горкома КПК, репрессированный в «Культурную революцию», затем возглавлявший администрацию и парторганизацию провинции Хубэй). С 1985 по 1988 комиссию возглавлял руководитель орготдела ЦК КПК, вице-премьер Госсовета КНР Цяо Ши (также подвергавшийся преследованиям в «Культурную революцию»). Комиссия обеспечивала жёсткий политический контроль на фоне рыночных реформ в экономике.
В мае 1988 деятельность Комиссии была приостановлена. Возобновлена — также под руководством Цяо Ши — в марте-апреле 1990, после событий 1989 на площади Тяньаньмэнь. В соответствующем решении ЦК КПК говорилось о необходимости «разделяя партийные и правительственные функции, эффективно осуществлять руководство органами общественной безопасности, судами и прокуратурой». Комиссия получала широкие полномочия в сфере кадровых назначений. Год спустя Комиссия получила также структурный инструментарий для воздействия на социальную политику. В июне 1999 Комиссии было подчинено «Управление 610» — специальная служба по борьбе с Фалуньгун.
С 1992 по 1998 Комиссию возглавлял председатель Верховного народного суда КНР Жэнь Цзяньсинь, в 1998—2007 — член Госсовета КНР Ло Гань. Комиссия определяла направления борьбы с общеуголовной преступностью, подавления политической оппозиции, нейтрализации социального недовольства.
В 2007—2012 Комиссию возглавлял член Постоянного комитета Политбюро ЦК КПК Чжоу Юнкан (Forbes относил Чжоу Юнкана к перечню самых могущественных людей планеты). Под его руководством Комиссия сделалась политическим оплотом консервативно-маоистских сил. Чжоу Юнкан активно участвовал во внутрипартийной борьбе, продвигая Бо Силая и стараясь предотвратить выдвижение Си Цзиньпина. В этой борьбе он потерпел поражение, при Си Цзиньпине был отстранён от власти и арестован по обвинениям в коррупции и политическом заговоре.
С 2012 секретарём Комиссии являлся Мэн Цзяньчжу. Одним из первых решений, принятых под его началом, явился план расформирования системы трудовых лагерей, что было воспринято как очередной признак либерализации. Главной задачей Комиссии декларируется «обеспечение верховенства закона», «рационализация отношений между партией и правоохранительными органами».
Наблюдатели отмечали, что Мэн Цзяньчжу (в отличие от предшественника) не был введён в состав Постоянного комитета Политбюро ЦК. Это означает явное понижение статуса партийной комиссии и несколько повышает самостоятельность судов и прокуратуры.

## Руководители
Политико-юридическая группа ЦК КПК:
- Пэн Чжэнь (1956—1958)
- Ло Жуйцин (1958—1960)
- Се Фучжи (1960—1969, реально до 1972)
- Цзи Дэнкуй (1969—1980)

Политико-юридическая комиссия ЦК КПК:
- Пэн Чжэнь (1980—1982)
- Чэнь Писянь (1982—1985)
- Цяо Ши (1985—1988; 1990—1992)
- Жэнь Цзяньсинь (1992—1998)
- Ло Гань (1998—2007)
- Чжоу Юнкан (2007—2012)
- Мэн Цзяньчжу (2012—2017)
- Го Шэнкунь (2017—2022)
- Чэнь Вэньцин (c 28 октября 2022)

## Состав 2015 года
- Мэн Цзяньчжу

- Го Шэнкунь, министр общественной безопасности КНР

- Чжоу Цян, председатель Верховного народного суда КНР

- Цао Янмин, верховный прокурор КНР

- Ван Йончжи, секретарь Госсовета КНР

- Гэн Хуэйчан, министр государственной безопасности КНР

- У Айин, министр юстиции КНР

- Ду Чжикай, генерал НОАК, секретарь Комиссии по проверке дисциплины Центрального военного совета КНР

- Ван Цзяньпин, командующий Народной вооружённой милицией (внутренние войска КНР)

- Лю Чжиго, заместитель секретаря Центральной комиссии по проверке дисциплины

- Чэнь Сюнкю, функционер Госсовета